# Darod

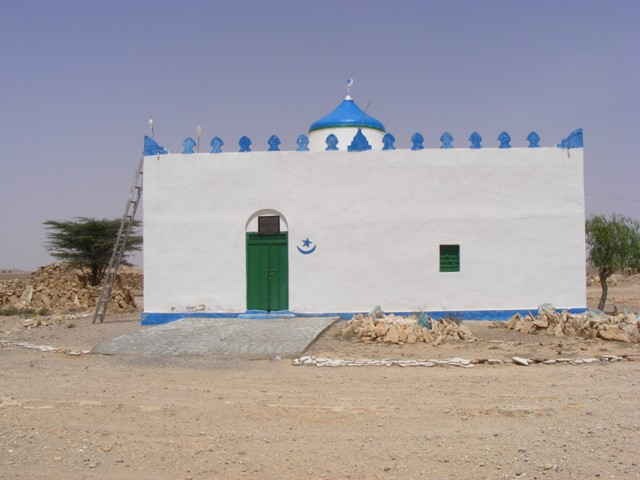
Tombeau du fondateur du clan, Cheikh Darod, à Haylan

Darod (somali : Daarood, en arabe : دارود) est un clan somalien. L'ancêtre de ce clan était Abdirahman bin Isma'il al-Jabarti, plus communément appelé Darod,,. Le clan Darod est le plus grand clan somalien de la Corne de l'Afrique, avec un vaste territoire traditionnel,. 
Les Darod en Somalie vivent principalement dans les États membres fédéraux du Jubbaland et du Puntland ainsi que dans les régions septentrionales de Sool, Sanaag et Cayn. En outre, le clan a une présence accessoire dans les états de Koonfur-Galbeed et Galmudug. En Éthiopie, le clan s'installe dans la région de Haud, tandis qu'au Kenya, le clan s'installe dans la province du Nord-Est .

## Histoire

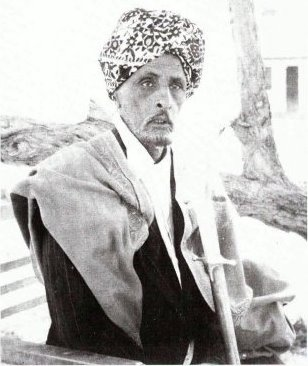
Mohamoud Ali Shire, le 26e sultan du sultanat de Warsangali. Warsangali est un sous-clan des Darod.

Selon les premiers livres islamiques et la tradition somalienne, le descendant d'Abu Talib ibn Abd al-Muttalib Al-Qurashi, Abdirahman bin Isma'il al-Jabarti (Darod), un fils du cheikh soufi Isma'il al-Jabarti de l'ordre de Qadiriyyah, a fui son pays natal dans la péninsule arabique après une dispute avec son oncle,. Au cours du 10e ou du 11e siècle de notre ère, Abdirahman se serait alors installé dans le nord de la Somalie juste en face de la mer Rouge et aurait épousé Dobira, la fille du chef du clan Dir. Cette union aurait donné naissance à la famille du clan Darod. Il a ainsi établi des liens matrilatéraux avec la descendance principale de Samaale.   
Selon l'anthropologue britannique Ioan Myrddin Lewis, alors que les traditions de descendance de familles arabes nobles liées à Mahomet sont très probablement des légendes exprimant l'importance de l'islam dans la société somalienne, « il y a une forte composante historiquement valable dans ces légendes qui, dans le cas du clan Darod, est confirmée dans la pratique actuelle voulant qu'un représentant du clan Dir officie lors de la cérémonie de nomination du chef du clan Darod. ». 
Une autre tradition veut que Darod soit lié au peuple éteint des Harla,. Selon des documents arabes conservés par les clans Darod de la région Afar, les Darut, ancêtres des Harla, ont fondé l'actuel clan somalien Darod. Le texte indique en outre que Darod est arrivé de La Mecque et s'est installé à Zeila, son père était Ismāʻīl bin Ibrāhīm al-Ǧabartī, originaire de l'actuel Yémen. 
Une mythologie clanique similaire existe pour les Isaaq, qui descendent d'un cheikh nommé Ishaq ibn Ahmad al-'Alawi, un autre Banu Hashim venu en Somalie à la même époque,. Comme pour Sheikh Isaaq, il existe également de nombreuses hagiologies en arabe qui décrivent les voyages, les travaux et la vie globale de Cheikh Darod dans le nord-ouest de l'actuelle Somalie, ainsi que ses mouvements en Arabie avant son arrivée. En plus des sources historiques comme Aqeeliyoon d' Al-Masudi, un manaaqib moderne (une collection d'actes glorieux) imprimé au Caire en 1945 par Sheikh Ahmad bin Hussen bin Mahammad intitulé Manaaqib as-Sheikh Ismaa'iil bin Ibraahiim al-Jabarti parle également du Cheikh Darod et de son père Isma'il al-Jabarti, qui serait enterré à Bab Siham, dans le district de Zabid, dans l'ouest du Yémen. 
Le tombeau de Cheikh Darod se trouve à Haylan, dans les montagnes Hadaaftimo, dans le nord-ouest de l'actuelle République du Somaliland, et est le théâtre de fréquents pèlerinages. Cheikh Isaaq est enterré à proximité, dans la ville de Maydh , tout comme Cheikh Harti, un descendant de Cheikh Darod et l'ancêtre du sous-clan Harti Darod, dont la tombe est située dans l'ancienne ville de Qa’ableh.
Les Darod étaient partisans de l'imam Ahmad ibn Ibrahim al-Ghazi lors de sa conquête de l'Abyssinie au XVIe siècle ; en particulier les sous-clans Harti, Marehan et Bartire, qui ont combattu à Shimbra Kure, entre autres. Dans son Futuh Al-Habash médiéval documentant cette campagne, le chroniqueur Shihāb al-Dīn indique que 300 soldats Harti ont pris part à l'armée du Sultanat Adal de l'Imam Ahmad. Il les décrit comme «célèbres parmi l'infanterie comme des épéistes solides» et «un peuple qui n'est pas prêt à céder».

## Lignée

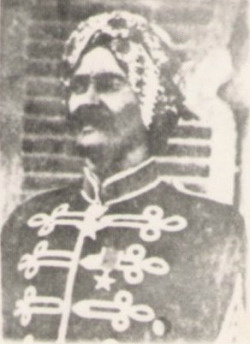
Sultan Ali Yusuf Kenadid du Sultanat de Hobyo, de la lignée Majerteen Darod.

Darod serait le fils du célèbre cheikh arabe, Ismail bin Ibrahim Al-Jabarti, qui est enterré dans le district de Zabid au Yémen, qui aurait un descendant d' Aqeel ibn Abi Talib qui, à son tour, est originaire du clan Quraysh, tribu arabe dont Mahomet, le dernier prophète de l'islam est issu. En 2009, l'ancien président de la Somalie, Abdullahi Yusuf  visité la tombe d'Ismail bin Ibrahim Al-Jabarti au Yémen. 
Selon de nombreux historiens islamiques médiévaux et modernes, Darod descend d'Aqeel ibn Abi Talib, le cousin de Mahomet et frère d'Ali ibn Abi Talib. Un ancien livre d'histoire islamique, intitulé Aqeeliyoon par Al-Masudi, parle en détail des descendants d'Aqeel ibn Abi Talib, dans lequel Darod est également mentionné.  
Selon Allaa'i Alsuniyah Fi Al-Aqab Al-Aqeeliyah (2006) écrit par Ahmad bin Ali Al-Rajihi Al-Aqeeli, le nom complet de Cheikh Darod est: « Dawoud ibn Ismail ibn Ibrahim ibn Abdulsamad ibn Ahmed ibn Abdallah ibn Ahmad Ibn Ismail ibn Ibrahim ibn Abdallah ibn Isma'il ibn Ali ibn Abdallah ibn Muhammad ibn Hamid ibn Abdallah ibn Ibrahim ibn Ali ibn Ahmad ibn Abdallah ibn Muslim ibn Abdallah ibn Muhammad ibn Aqeel ibn Abi-Talib Al-Hashimi Al-Qurash ». Al-Aqeeli ajoute que les fils de Sheikh Isma'il comprennent Abi-Bakar, Dawoud, Ahmad et Abdusamad, dont d'autres descendants habitent les régions de Hadhramaut et Mahra en Arabie du Sud.

## Distribution

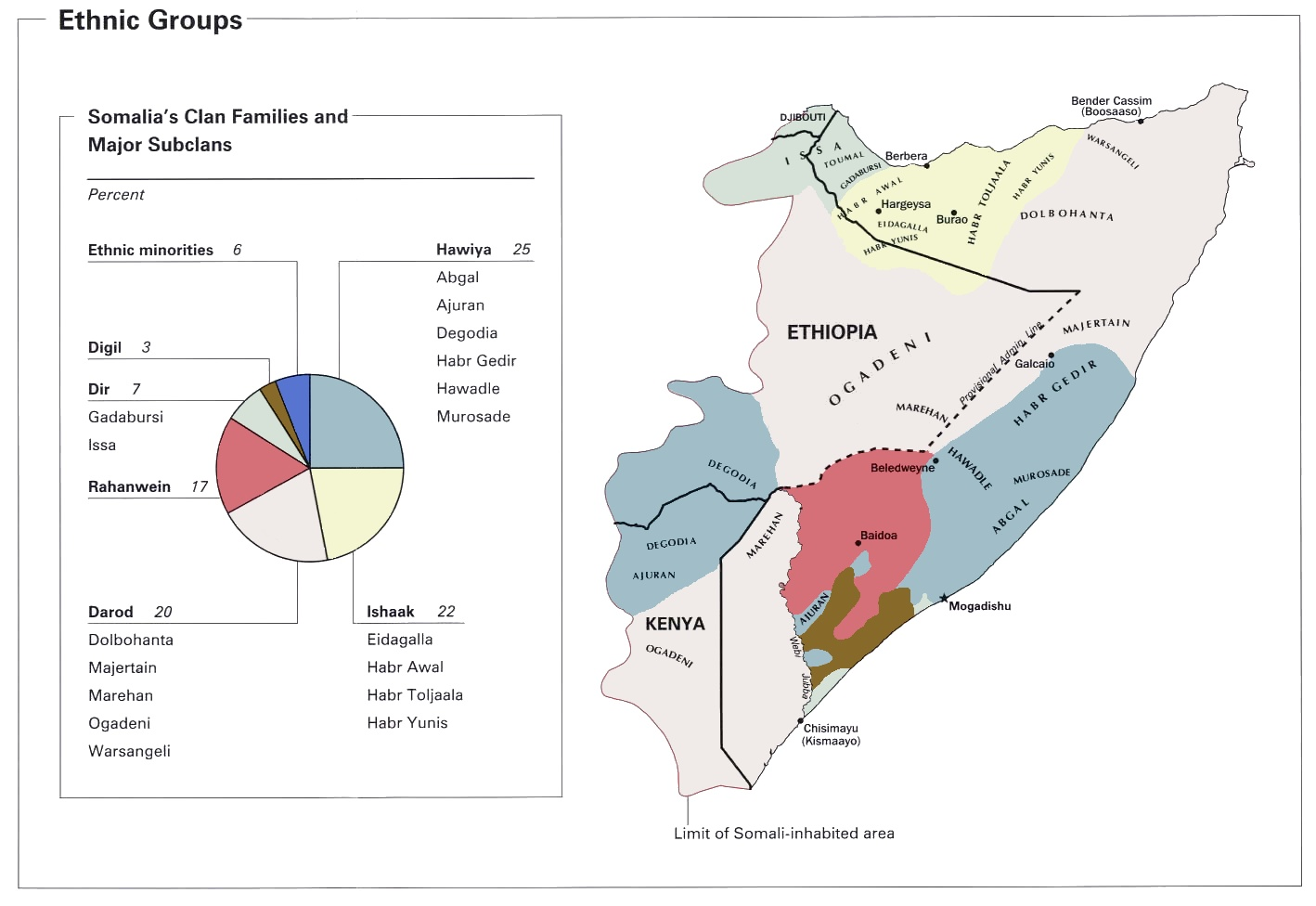
Territoire traditionnel habité par les différents clan somaliens

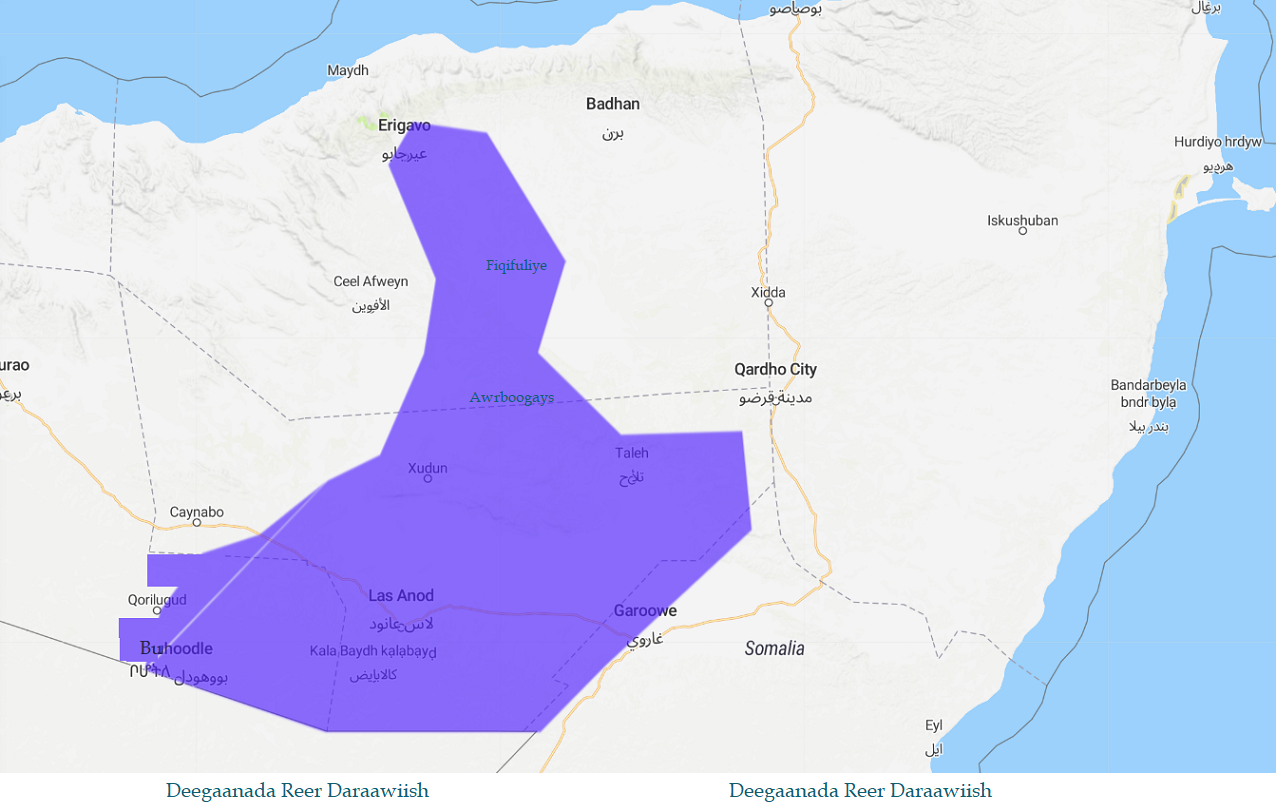
Territoire traditionnel habité par les Reer-Darwiish les Darod du nord

Les Darod seraient le plus grand clan somalien en termes de populations et d'occupation des terres. Ils constituent une majorité dans la région somali en Éthiopie avec une population d'environ 9 439 147 de personnes  et sont également le plus grand clan somalien de la province du nord-est du Kenyaavec une population de 5 656 000 somalis. En Somalie, les Darod sont également l'un des plus grands clans, avec des bastions traditionnels dans le nord, l'État du Puntland moderne qui est dominé par le sous-clan Darod, Harti. En outre, les membres des sous clans Darod, Marehan, Ogaden et Jidwaaq sont également installés plus au sud dans la région de Gedo ainsi que dans les régions de Middle Jubba et Lower Jubba en Somalie. Le clan Darod en Somalie est installé dans les États du Jubaland et du Puntland. 
Les principales villes dans lesquels sont installés les Darod en Somalie sont Galkacyo, Kismaayo, Bosaso, Las Anod, Buuhoodle et Garowe. 
Darod est également le plus grand clan de Jigjiga en Éthiopie et de Garissa au nord du Kenya.

## Noblesse
Le clan Darod a produit de nombreux nobles hommes et femmes somaliens au cours des siècles, dont de nombreux sultans. Traditionnellement, la population de Darod était principalement concentrée dans les villes du nord et du nord-est du golfe d'Aden et de la côte supérieure de l'océan Indien dans la corne de l'Afrique. Les hommes nobles de Darod ont gouverné ces poches de peuplement jusqu'à ce que les puissances coloniales européennes changent la dynamique politique de la Somalie à la fin du XIXe siècle. Avant que de nombreux Darods ne commencent à pousser vers le sud au milieu des années 1850, le sultanat de Warsangali gouvernait les régions intérieures de Sanaag et de Sool, tandis que le sultanat de Majeerteen et le sultanat de Hobyo tenaient fermement dans des postes solidement établis d' Alula à Hobyo.

## Arbre généalogique du clan

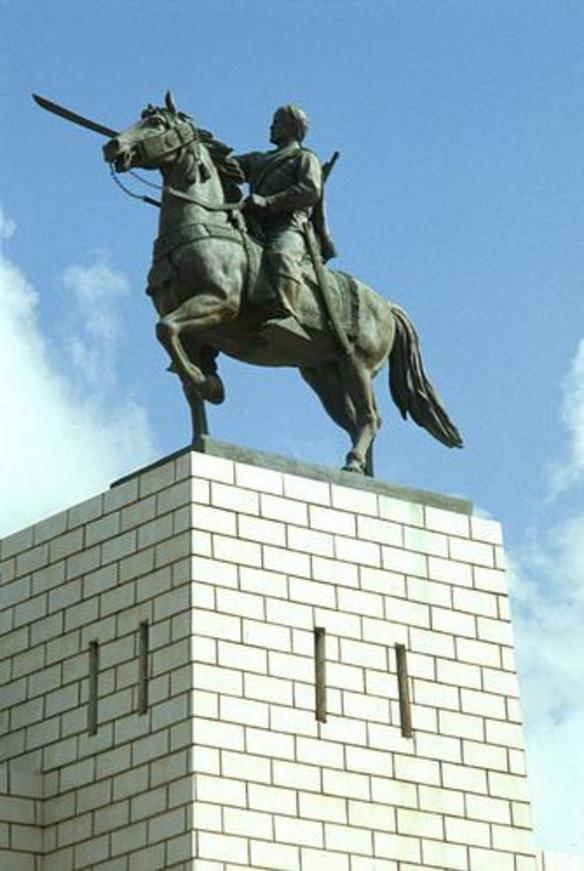
Statue de Mohammed Abdullah Hassan (familièrement connu sous le nom de Mad Mullah), un Darod et chef de l'État derviche.

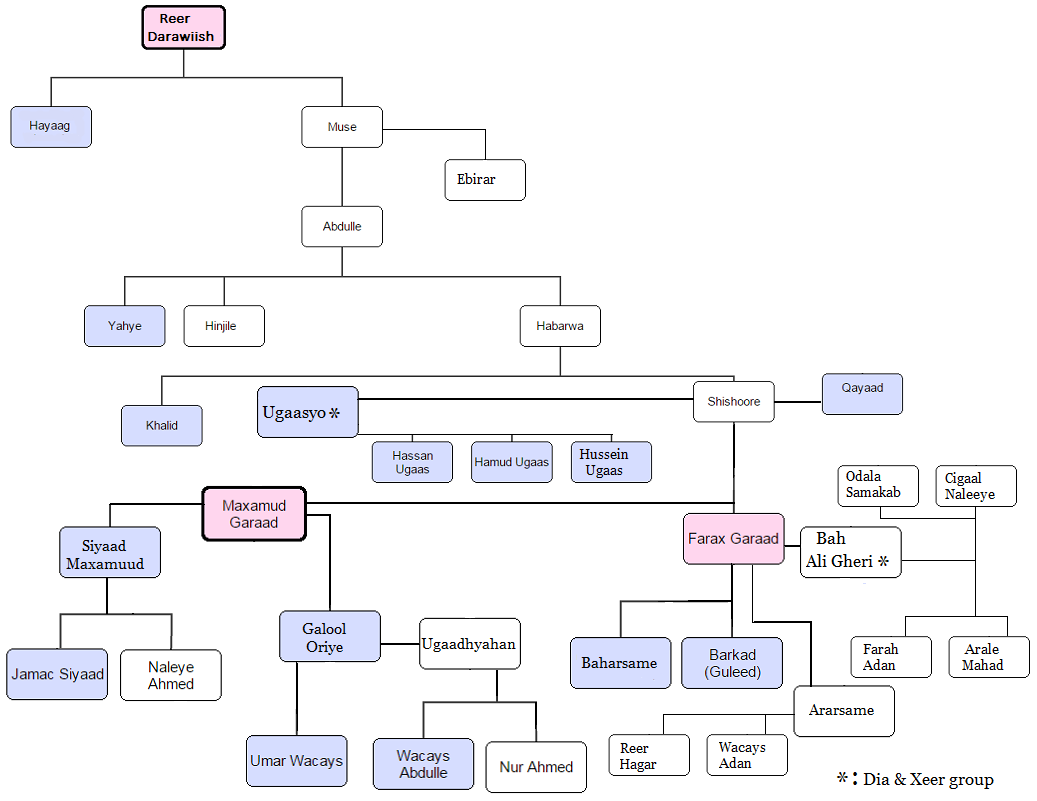
Arbre Darod du Nord

Il n'y a pas d'accord clair sur les structures de clan et de sous-clan et de nombreuses lignées sont omises. La liste suivante est basée sur le Conflict in Somalia: Drivers and Dynamics de 2005 de la Banque mondiale et la publication du Home Office du Royaume-Uni, Somalia Assessment 2001.  
- Darod ( Daarood ) 
  - Geri Kombe
  - Abdi Kombe  [28]
  - Harla [29],[30]
  - Sade ( Marehan ) 
    - Rer Dini
    - Rer Hassan
    - Eli Dheere

  - Tenade 
    - Leelkaase

  - Kabalah 
    - Absame 
      - Ogaden 
        - Makabul
        - Mohamed Zubeir
        - Aulihan

      - Jidwaaq
      - Bartire
      - Abaskuul
      - Yabare

    - Harti 
      - Dishiishe (Dishishe)
      - Warsangali (Warsengeli)
      - Majeerteen (Mijerteen) 
        - Wabeeneeye
        - Reer Biciidyahaan
        - Siwaaqroon
        - Ali Saleeban
        - ugaar saleeban
        - Mahamoud Saleeban 
          - Omar Mahmud
          - Issa Mahmud
          - Osman Mahmoud

      - Reer-Darawiish (Reer-Darwiish) 
        - Mohamud Garaad 
          - Jama Siad
          - Ugadhyahan

        - Farah Garaad 
          - Baharsame
          - Barkad
          - Ahmed Garaad

        - Abdi Garaad 
          - Khayr Abdi
          - Omar Abdi

Dans la partie centrale sud de la Somalie, la Banque mondiale présente l'arbre du clan suivant: 
- Darood
  - Kablalah 
    - Koobe
    - Kumade

  - Isse
  - Sade 
    - Mareehan
    - Facaye

  - Ortoble
  - Leelkase (Lelkase)

Une tradition affirme que Darod avait une fille.

## Tombe de Cheikh Darod
Cheikh Darod (fondateur du clan Darod) est enterré dans une vieille ville appelée Haylaan près de Badhan dans la région nord-est de Sanaag en Somalie. Sa femme Dobira est enterrée juste à l'extérieur de la ville. Les bâtiments environnants et la mosquée près du tombeau ont été construits par l'ancien président de la Somalie Abdullahi Yusuf.   
En 2009, l'ancien président de la Somalie, Abdullahi Yusuf a visité la tombe d'Ismail bin Ibrahim Al-Jabarti au Yémen. 

## Personnalité notables du clan Darod

### Dirigeants
- Garaad Wiil-Waal a libéré Jigjiga des envahisseurs Oromo dans les années 1700
- Mohammed Abdullah Hassan, Ogaden, le Sayyid ; chef religieux et nationaliste de l' État derviche ; appelé le mollah fou par les Britanniques
- Nur ibn Mujahid, Marehan, deuxième conquérant de l'Éthiopie et saint patron de Harar était l'un des dirigeants de certaines parties de la Corne de l'Afrique
- Ali Yusuf Kenadid, Majerteen, dernier sultan du Sultanat de Hobyo
- Mohamoud Ali Shire, Warsangeli, sultan de l'ancien "British Somaliland" (1897 – 1960)
- Siad Barre, Marehan, troisième président de la Somalie, 1969-1991, leader de la partie la plus réussie de l'histoire de la Somalie
- Ugas Yasin Ugas Abdurahman ancien souverain de Bosaso
- Ahmad ibn Ibrahim al-Ghazi, Marehan, conquérant de l'Abyssinie

### Inventeurs et fondateurs
- Osman Yusuf Kenadid, Majerteen, inventeur de l'alphabet Osmanya .
- Haji Bashir Ismail Yusuf, Majeerteen, premier président de l'Assemblée nationale somalienne; ancien ministre de la santé et du travail de la Somalie (1966-1967)

### Avocats et législateurs
- Ahmed Sheikh Ali Ahmed, ancien président de la cour d'appel de Marehan, République démocratique somalienne.
- Ahmed Hussen, ministre de l'Immigration du Canada
- Abdulqawi Yusuf, éminent avocat international somalien et président de la Cour internationale de Justice.
- Ilhan Omar,  membre de la Chambre des représentants du Minnesota
- Mohamud Ali Magan,  Affaires étrangères somaliennes, Consul général aux États-Unis d'Amérique et au Canada
- Amina Mohamed, ancienne présidente de l'Organisation internationale pour les migrations et du Conseil général de l'Organisation mondiale du commerce
- Yusuf Mohamed Ismail,  ancien ambassadeur de Somalie auprès du Bureau des droits de l'homme des Nations unies à Genève

### Écrivains et musiciens
- Abdulkadir Hersi Siyad Yamyam, Marehan, était un poète et dramaturge somalien.
- Ahmed Farah Ali Idaaja, Marehan, l'un des premiers écrivains en langue somalienne et "père" du folklore écrit somalien
- Nuruddin Farah, Ogaden, romancier somalien de renommée mondiale
- Ahmed Rasta, Marehan, chanteur. Surnommé Boqorka Codka (King of Voice. )
- Aar Maanta, Ogaden, auteur-compositeur-interprète somalo-britannique, acteur, compositeur, instrumentiste et producteur de musique.
- Mohamed Nuur Giriig, Warsangeli, chanteur classique. (1935 - 2002)
- Saado Ali Warsame, Reer-Darwiish, auteur-compositeur-interprète et ancien député au Parlement fédéral de Somalie
- Faarax Maxamed Jaamac Cawl, Warsangeli, écrivain

### Dirigeants et personnel militaire
- Abdulkadir Sheikh Dini, Marehan, ancien ministre de la défense de la Somalie
- Abdullahi Anod, Marehan, ancien commandant en chef des forces militaires somaliennes
- Mohammed Said Hersi Morgan, Majeerteen, ministre de la Défense sous le gouvernement de Siad Barre
- Yusuf Osman Dhumal, Marehan, ancien commandant en chef des forces militaires somaliennes
- Abdirizak Haji Hussein, Majeerteen, ancien Premier ministre de la Somalie et ancien secrétaire général de la Ligue de la jeunesse somalienne.
- Barre Adan Shire Hiiraale, Marehan, ancien ministre de la défense de la Somalie, chef Jubba Vally Ailliance
- Jama Ali Korshel, Warsangeli, général de l'armée somalienne, ancien chef de la police somalienne et l'un des chefs du coup d'État de 1969 en Somalie
- Ahmed Warsame, Marehan, chef de l'Académie militaire somalienne.
- Abdullahi Ahmed Jama, Warsangeli, ancien ministre de la Justice et ancien combattant de la guerre d'Ogaden en 1977
- Mohamed Abshir Muse, Majerteen, premier commandant des forces de police somaliennes
- Bashir Abdi Mohammed "Ameeriko", Majerteen, actuel commandant des forces de police du gouvernement fédéral somalien [33]

### Politiciens
- Mohamed Abdullahi Mohamed (Farmajo), Marehan, actuel président de la Somalie
- Abdullahi Yusuf Ahmed, Majeerteen, ancien président de la Somalie, premier président et père fondateur du Puntland
- Abdi Farah Shirdon, Marehan, ancien Premier ministre de la Somalie
- Hirsi Bulhan Farah Majeerteen, ancien ministre du gouvernement civil des années 60, prisonnier politique et pan-somalien.
- Aden Ibrahim Aw Hirsi, Marehan, auteur, homme politique - Fomar ministre du rabotage de l'État de Jubaland en Somalie.
- Abdirashid Ali Shermarke, Majeerteen, deuxième président de la Somalie, 1967-1969
- Mohamed Aden Sheikh, premier intellectuel somalien maréen et ancien chef du développement technologique somalien, ministre de l'information, ministre de l'éducation, chef du bureau d'idéologie SRRC
- Omar Haji Massale, Marehan, ancien ministre de la défense de la Somalie
- Abdiweli Mohamed Ali, Majeerteen actuel président du Puntland
- Abdi Shire Warsame, Marehan, ancien ambassadeur de Somalie au Kenya et en Chine et ancien ministre d'État des Affaires étrangères dans le gouvernement national de transition
- Ahmed Mohamed Islam (Axmed Madoobe), Ogaden, président de l'État de Jubaland en Somalie
- Abdiwahid Gonjeh, Marehan, Premier ministre formel de la Somalie, membre de la chambre haute
- Ahmed Elmi Osman (Karaash), Reer-Darwiish, ministre de l'intérieur du Puntland et ancien président de l'État de Khatumo
- Asha Gelle Dirie, ministre somalienne
- Fatimo Isaak Bihi, Marehan, première ambassadrice somalienne, ambassadrice à Genève, directrice du département Afrique du ministère des Affaires étrangères
- Abdi Mohamoud Omar, Ogaden, président de la région Somali d'Ethiopie
- Abdulahi Sheik Ismael Fara-Tag, membre du sén de la chambre haute
- Abdihakim Abdullahi Haji Omar, Reer-Darwiish, vice-président du Puntland
- Ahmed Mohamed Hassan, Marehan, membre du Parlement panafricain de Djibouti
- Abdirahman Mohamud Farole, Majeerteen, ancien président du Puntland
- Abdirizak Haji Hussein, Majeerteen, ancien Premier ministre de la Somalie et ancien secrétaire général de la Ligue de la jeunesse somalienne.
- Abdirizak Jurile Dishiishe, politicien vétéran, diplomate et professeur. Ancien ministre de la planification et de la coopération internationale du TFG, ancien député, ancien directeur exécutif de nombreuses organisations des Nations unies et internationales, sénateur
- Abdiweli Sheikh Ahmed, Marehan, ancien Premier ministre de la Somalie
- Omar Abdirashid Ali Sharmarke, Majeerteen, Premier ministre de la Somalie, et fils d'Abdirashid Ali Shermarke
- Abdulkadir Abdi Hashi, Leelkase, ministre d'État à la présidence pour la planification et les relations internationales du Puntland
- Farah Ali Jama, Majeerteen, ancien ministre des Finances du Puntland
- Abdulahi Bille Nour, Dishiishe, ministre d'État de l'Éducation, de la Culture et de l'Enseignement supérieur de Somalie, l'un des députés nationaux somaliens les plus anciens.
- Abdulrahman Jama Barre, Marehan, ancien ministre des Affaires étrangères de la Somalie et proche parent de Siad Barre
- Shukran Hussein Gure, Ogaden, député du comté de Garissa
- Dit Mohamed Rage, Dishiishe, fondateur de l'Agence de lutte contre la piraterie du Puntland et ministre des ports, du transport maritime et des ressources marines du Puntland
- Farah Maalim, Ogaden, vice-président du Parlement du Kenya

### Pilotes
- Asli Hassan Abade, Ogaden, première pilote militaire africaine
- Ali Matan Hashi, Marehan, premier pilote somalien, commandant de la Somali Airforce 1959-1978, ministre de la Justice, ministre de la Santé, nationaliste somalien.

### Athlètes
- Abdi Bile, Reer-Darwiish, ancien coureur de demi-fond et champion du monde du 1500m en 1987.

### Autre
- Iman (mannequin), Majeerteen, mannequin, actrice et entrepreneure
- Fatima Jibrell, Reer-Darwiish, environnementaliste somalo-américaine
- Haji Mohamed Yasin Ismail, Majeerteen, entrepreneur et candidat à la présidentielle
- Hirsi Magan Isse, Majeerteen, universitaire et l'un des chefs de file de la révolution somalienne
- Nathif Jama Adam, Ogaden, gouverneur du comté de Garissa et ancien chef de la division des investissements et des banques internationales de la Sharjah Islamic Bank.                                                          *Mohamed Houssen Bileh Jidwaak Djiboutien